# Pastos Bons
Pastos Bons is een gemeente in de Braziliaanse deelstaat Maranhão. De gemeente telt 18.306 inwoners (schatting 2009).